# Josef Schejbal
Josef Schejbal (1. srpna 1905 Velichovky – 9. července 1942 Zámeček, Pardubice) byl český pedagog, odbojář a vedoucí podkrkonošské ilegální sokolské odbojové skupiny S 21 B během druhé světové války.

## Život
Josef Schejbal navštěvoval obecnou školu ve Velichovkách; měšťanskou školu a učitelský ústav absolvoval v Jaroměři. Po studiích začal pracovat jako učitel. Byl výborným zpěvákem a hudebníkem, proto vyučoval hudební výchovu a tělovýchovu. Jako učitel nejdříve působil v malých vesnicích v Podkrkonoší a Podorlicku. Na měšťanskou školu v Malých Svatoňovicích nastoupil jako odborný učitel zpěvu a tělocviku 1. prosince 1929, kde se stal zástupcem ředitele. Jako tělocvikář se zapojil do činnosti Sokola v Malých Svatoňovicích, jako cvičitel žáků, dorostenců a mužů. Stal se náčelníkem jednoty Sokol, 1. okrsku a místonáčelníkem Župy Podkrkonošské Jiráskovy. Absolvoval cvičitelské kurzy v Tyršově domě Československé obce sokolské, kde se seznámil se zemským cvičitelem Františkem Pecháčkem. Jako nadporučík v záloze v roce 1938 zacvičoval vojáky v záloze v používání nových zbraní. Také se jako učitel se zúčastňoval školení Protiletecké ochrany, kde se seznámil s horníkem Antonínem Němečkem. V době všeobecné mobilizace v roce 1938 byl jako nadporučík v záloze velitelem úseku opevnění v Petříkovicích.

### Rodinný život
V roce 1935 se oženil s učitelkou Vlastou Bittnerovou (* 1914). Spolu měli syny Ctirada (* 1936) a Radomíra (* 1940). Bydleli společně s jejími rodiči v čp. 64.
Syn Ctirad Schejbal (1936–1921) vystudoval geologii a stal se vysokoškolským pedagogem, profesorem na Vysoké škole Báňské v Ostravě.

## Protinacistický odboj

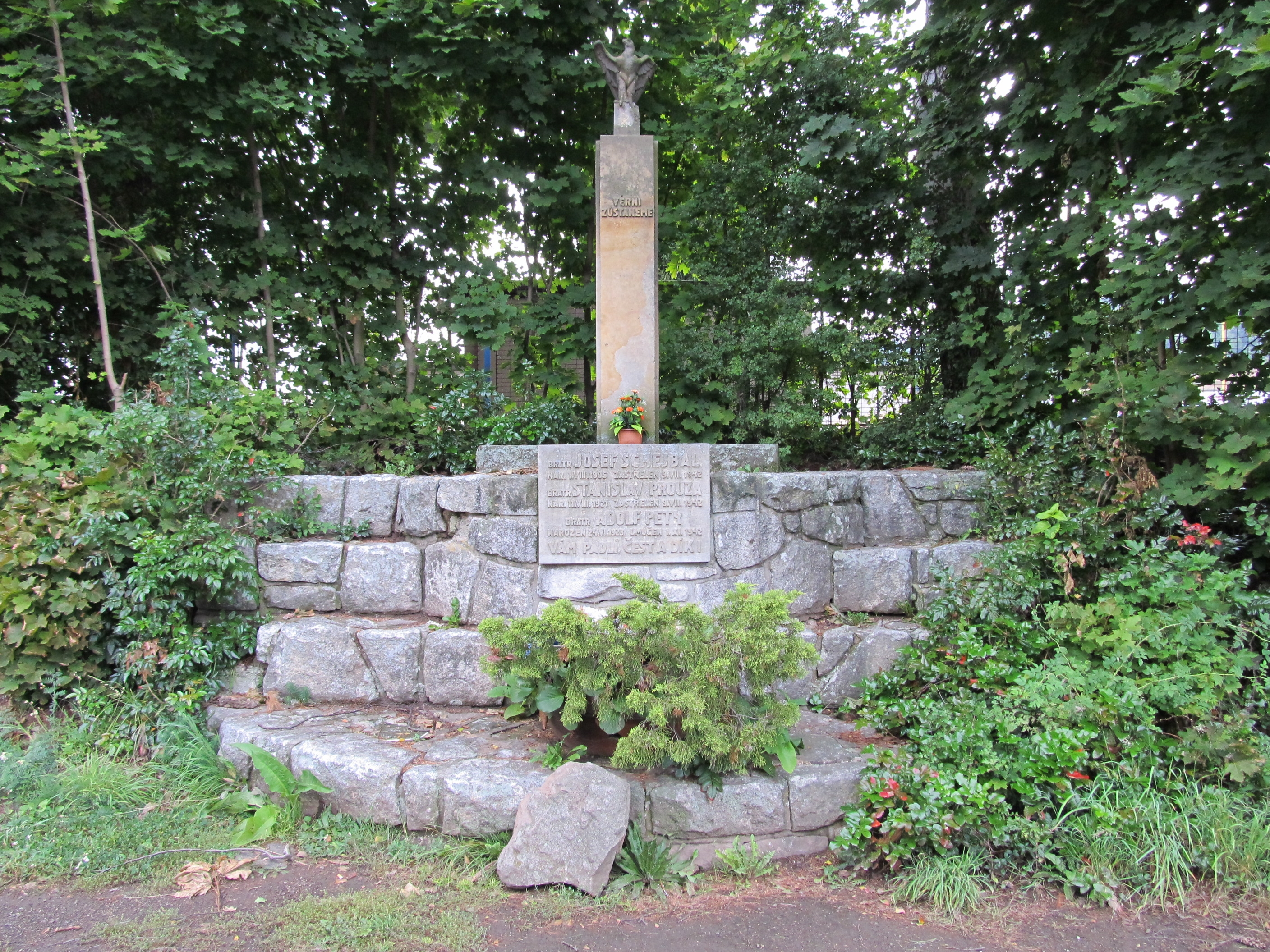
Pomník obětem fašismu se jménem Josefa Schejbala v místě, kde byl zatčen, u koupaliště v Malých Svatoňovicích

Dne 8. března 1942 jej Josefa Schejbala členové Silver A Alfréd Bartoš a Josef Valčík s písemným doporučením ke spolupráci od zemského cvičitele ČOS Františka Pecháčka. Nejprve se stal vedoucím sokolské odbojové skupiny S 21 B v rámci hnutí Obce sokolské v odboji. Obrátil se na své spolehlivé pracovníky ke spolupráci a skupina měla za úkol zajistit úkryt a přesuny parašutisty-radisty Jiřího Potůčka-Tolara, zhotovením náhradní vysílačky Libuše, kterou zajistili Jaroslav Vokatý, Jan Balatka, Josef Klikar a Jaroslav Merta. Skupina měla za úkol také shromáždit informace hospodářské a zpravodajské pro vysílání radistou do Londýna, navrhnout místo přesunu radisty s vysílačkou do jiného regionu, vytipování nouzového úkrytu pro vysílačku a radistu, které se podařilo zajistit s pomocí Josefa Geislera, Karla Kábrta a Miloslava Hampla v strážkovickém větrném komínu. Určení možného místa pro shoz zbraní či výsadku měl zajistit profesor Stanislav Krause.

### Spolupracovníci a jejich činnost
Na poštovním úřadě v Malých Svatoňovicích měl Josef Schejbal spolehlivého spolupracovníka Oldřicha Štočka. Pošta pro Schejbala byla zasílána na jméno učitelky Anny Petrové s krycím jménem "Nina". Stanislav Prouza (1921–1942) zajišťoval převoz zpráv do Doubravice u Dvora Králové a Miroslav Kafka (* 1913) Václavu Hejnovi do školy v Červeném Kostelci. Spojení na "Jindru" a Františka Pecháčka do Prahy obstarával strojvůdce Josef Holubec, který měl pracoviště v Kutné Hoře. V truhlárně Františka Šrola (* 1906) se Josef Schejbal upravoval po nočních cestách za spolupracovníky v regionu. Ředitel školy Jindřich Stojánek šestkrát doprovázel radistu Potůčka za Schejbalem a při poslední návštěvě oponoval radistovi s provedením atentátu. S lyžařem Josefem Rudolfem objížděl Schejbal na kole své přátele, aby znal jejich bydliště. Josef Matějka ze Strážkovic, pracovník na dráze v Trutnově v Říši, byl informátorem o přesunech vojenského materiálu. František Holubec jistil kontakt s Karlem Ježkem z Doubravice a byl informátorem o náladách úředníků na dolech. Eduard Kulda, sodovkář, informoval o náladách občanů v hostincích. Bohuš Baše zajistil úkryt Josefu Rudolfovi po útěku z Říše. Jiří Šroll z Petrovic ukrýval písemnosti Schejbala. Eliška Stárová z Velkých Svatoňovic, pracovnice banky v Hradci Králové, zasílala dopisy pro Schejbala a přebírala pro Karla Nesnídala - pod krycím jménem "Hedva". Dne 18. června 1942 se obrátil na horníka Antonína Němečka (* 1905), aby z Rosic přepravil na kole vysílačku "Libuši" a zároveň jako spolujezdce Jiřího Potůčka na Bohdašín a taktéž 28. června horník Němeček převážel v králikárně vysílačku Libuši z Bohdašína na Končiny.

### Konec činnosti skupiny
Dne 30. června 1942 byla skupina prozrazena, většina členů včetně Josefa Schejbala byla pozatýkána, převezena na četnickou stanici v Červeném Kostelci a následně do věznice gestapa v Hradci Králové. Při brutálních výsleších Josef Schejbal neprozradil jména svých spolupracovníků, kteří tak byli zachráněni před popravou. Dne 9. července bylo všech patnáct uvězněných členů skupiny popraveno na Zámečku u Pardubic, Josef Schejbal jako poslední. Popraveno bylo dvacet pět členů skupiny, přežilo nejméně dvacet spolupracovníků.

## Posmrtná ocenění, připomínky
- Josef Schejbal byl in memoriam povýšen na kapitána čs. armády a byl mu udělen československý válečný kříž 1939.[4]
- Pomníky obětí jsou v Červeném Kostelci–Bohdašíně,[5] u koupaliště v Malých Svatoňovicích (v místě, kde byl J. Schejbal zatčen)[6] a v ulici Končiny v Červeném Kostelci.[7]
- Ve vestibulu základní školy v Malých Svatoňovicích byla na jeho památku umístěna pamětní deska.[4]
- V Malých Svatoňovicích je po Josefu Schejbalovi pojmenována ulice.[8][9]